# Elodes maculicollis
Elodes maculicollis là một loài bọ cánh cứng trong họ Scirtidae. Loài này được Horn miêu tả khoa học năm 1880.